# Nacionalno prvenstvo ZDA 1892
Nacionalno prvenstvo ZDA 1892 v tenisu.

## Moški posamično
Oliver Campbell :  Fred Hovey  7-5 3-6 6-3 7-5

## Ženske posamično
Mabel Cahill :  Elisabeth Moore  5-7, 6-3, 6-4, 4-6, 6-2

## Moške dvojice
Oliver Campbell /  Bob Huntington :  Valentine Hall /  Edward Hall 6–4, 6–2, 4–6, 6–3

## Ženske dvojice
Mabel Cahill /  Adeline McKinlay :  Helen Day Harris /  Amy Williams 6–1, 6–3

## Mešane dvojice
Mabel Cahill /  Clarence Hobart :  Elisabeth Moore /  Rodmond V. Beach 6–3, 6–4